# Hutná (přítok Hronu)
Hutná je vodní tok na středním Slovensku, levostranný přítok Hronu na středním Pohroní, má délku 15,4 km.

## Pramen
Pramení v sopečném pohoří Poľana, na jihovýchodním úpatí Ľubietovské Bukoviny (1194 m n. m.), v nadmořské výšce kolem 1 120 m.

## Popis toku
Od pramene teče nejprve na severovýchod, obloukem se postupně stáčí na severozápad, přibírá několik kratších přítoků z obou stran a vstupuje do severovýchodní části Zvolenské kotliny.
Protéká v blízkosti obce Strelníky, zprava přibírá Slobodný potok, později další pravostranný přítok z oblasti Kováčova Majera a koryto se více rozšiřuje.
Vstupuje na území obce Ľubietová, postupně protéká jejími částmi Píla, Zábava i samotnou obcí, v blízkosti středu obce přibírá levostrannou Vôdku a stáčí se více na severoseverozápad.

## Ústí
Potom teče přes Ľubietovskou dolinu, která odděluje Bystrickou vrchovinu na západě od Veporských vrchů (podcelek Čierťaž) na východě a vlévá se do Hronu nedaleko obce Lučatín, na styku tří geomorfologických celků: Zvolenská kotlina, Horehronské podolie a Veporské vrchy.